# Гран-при Плюмлека и Морбиана 2024
47-й выпуск  Гран-при Плюмлека и Морбиана — шоссейной однодневной велогонки по дорогам французского департамента Нор. Гонка прошла 4 мая 2024 года в рамках ПроСерии UCI 2024 (категория 1.Pro) и Кубка Франции. Победу одержал французский велогонщик Бенуа Конфруа.

## Участники
| UCI WorldTeams (5)- Arkéa-B&B Hotels - Cofidis - Groupama-FDJ - Decathlon-AG2R La Mondiale - Team dsm-firmenich PostNL UCI ProTeams (8)- Equipo Kern Pharma - Caja Rural-Seguros RGA - TotalEnergies - Euskaltel-Euskadi - Bingoal WB - Uno-X Mobility - Q36.5 Pro Cycling Team - Lotto Dstny UCI Continental Teams (4)- Nice Métropole Côte d'Azur - Van Rysel-Roubaix - CIC U Nantes Atlantique - Saint Michel-Mavic-Auber 93 |
| |

## Маршрут
Трансальпийская полуклассика снова стартовала из Жосселина и закончилась в Плюмлеке, а гонщики преодолели 196,6 километра. Из них первые 53 рассчитаны на гонку в пелотоне, затем пять кругов по 15,7 км. Из подъёмов присутствует восхождение на Кот-де-Кадудаль, затем подъём ещё семь раз на короткой трассе (7,8 км) с финишем на вершине.

## Ход гонки
В первый час гонки в отрыв ушли Уго Азнар, Икер Бонильо, Ромен Кардис и Негаси Хайлу Абреха: у них максимальное преимущество было почти 3 минуты. После поимки беглецов из перекомпонованной группы было предпринято несколько атак, которые проредили пелотон, сократив его до сорока гонщиков в последних 30 километрах. Группа ещё больше раскололась на последних четырёх кругах. На последних пятнадцати километрах пошёл дождь, когда попытались оторваться Урко Берраде и Томасом Гачиньяром. Их быстро нейтрализовали и на последнем подъеме сформировалась группа из 25 гонщиков. Лидирующую группу выстроил на последнем километре Фредрик Дверснес. Его действия, возможно, были направлены на то, чтобы разогнать Одда Кристиана Эйкинга, но единственным, кто взял на себя инициативу, был именно фаворит и прошлый победитель Арно де Ли, который за 300 м до финиша всё ещё находился на десятой позиции. Бельгиец из Lotto Dstny стартовал очень долго, чтобы добраться до колеса Акселя Зингла, который, в свою очередь, на 200 метрах встал в очередь с Бенуа Коснефруа, который спринтовал из под Дверснеса. В итоге Бенуа Конфруа первый, Зинглу пришлось довольствоваться вторым местом, а Де ли-третьим.

## Результаты
| \| Генеральная классификация \| Генеральная классификация \| Генеральная классификация \| Генеральная классификация \| Генеральная классификация \| \| Гонщик \| Гонщик \| Команда \| Время \| \| \| ------------------------- \| ------------------------- \| -------------------------- \| ------------------------- \| ------------------------- \| \| 1-й \| Бенуа Конфруа \| Decathlon-AG2R La Mondiale \| 4ч 51' 20 \| \| \| 2-й \| Аксель Зингле \| Cofidis \| + 0 \| \| \| 3-й \| Арно Де Ли \| Lotto Dstny \| + 0 \| \| \| 4-й \| Клеман Вентурини \| Arkéa-B&B Hotels \| + 0 \| \| \| 5-й \| Фредрик Дверснес \| Uno-X Mobility \| + 0 \| \| \| 6-й \| Лука Ван Бовен \| Bingoal WB \| + 0 \| \| \| 7-й \| Винченцо Альбанезе \| Arkéa-B&B Hotels \| + 0 \| \| \| 8-й \| Одд Кристиан Эйкинг \| Uno-X Mobility \| + 0 \| \| \| 9-й \| Ксабьер Берасатеги \| Euskaltel-Euskadi \| + 0 \| \| \| 10-й \| Давид Гонсалес Лопес \| Caja Rural-Seguros RGA \| + 0 \| \| |                      |                            |           |
| |                      |                            |           |
| Источник: ProCyclingStats |                      |                            |           |
| Генеральная классификация |                      |                            |           |
| Гонщик | Гонщик               | Команда                    | Время     |
| 1-й | Бенуа Конфруа        | Decathlon-AG2R La Mondiale | 4ч 51' 20 |
| 2-й | Аксель Зингле        | Cofidis                    | + 0       |
| 3-й | Арно Де Ли           | Lotto Dstny                | + 0       |
| 4-й | Клеман Вентурини     | Arkéa-B&B Hotels           | + 0       |
| 5-й | Фредрик Дверснес     | Uno-X Mobility             | + 0       |
| 6-й | Лука Ван Бовен       | Bingoal WB                 | + 0       |
| 7-й | Винченцо Альбанезе   | Arkéa-B&B Hotels           | + 0       |
| 8-й | Одд Кристиан Эйкинг  | Uno-X Mobility             | + 0       |
| 9-й | Ксабьер Берасатеги   | Euskaltel-Euskadi          | + 0       |
| 10-й | Давид Гонсалес Лопес | Caja Rural-Seguros RGA     | + 0       |